# 天球座標系
天球座標系（てんきゅうざひょうけい）とは、天文学で空の中での位置を表現するための座標系である。
天球座標系では地球表面の測地系（経緯度）と同様の座標格子を用いるが、座標格子を天球にどのように投影するかによって、様々に異なった座標が存在する。それぞれの座標の違いは基準面をどう選ぶかによっている。この基準面によって空は二つの等しい半球に分けられ、半球の境界は大円になる。（地球の測地系では基準面は地球の赤道である。）それぞれの座標はこの基準面のとり方によって名前が付けられている。以下に座標の名前と基準面・極の名前を挙げる。
- 地平座標 - 地平線 - 天頂/天底 - 方位角(A) - 高度(h)
- 赤道座標 - 天の赤道 - 天の北極/天の南極 - 赤経({\displaystyle \alpha }, R.A.) または 時角({\displaystyle H}) - 赤緯({\displaystyle \delta }, Decl.)
- 黄道座標 - 黄道 - 黄道北極/黄道南極 - 黄経({\displaystyle \lambda }) - 黄緯({\displaystyle \beta })
- 銀河座標 - 銀河赤道 - 銀河北極/銀河南極 - 銀経({\displaystyle l}) - 銀緯({\displaystyle b})
- 超銀河座標

## 座標変換

### 赤道座標から地平座標へ
赤緯を {\displaystyle \delta }、時角を {\displaystyle H} とする。
観測者の緯度を {\displaystyle \phi } とする。
高度を {\displaystyle h}、方位角を {\displaystyle A} とする。
この時、変換式は下記の通り。
{\displaystyle \sin h=\sin \phi \cdot \sin \delta +\cos \phi \cdot \cos \delta \cdot \cos H}

{\displaystyle \cos A={\frac {\cos \phi \cdot \sin \delta -\sin \phi \cdot \cos \delta \cdot \cos H}{\cos h}}}
この式から A,h を求めるには逆三角関数を用いればよい。